# Zos Kia Cultus - Here and Beyond
Zos Kia Cultus - Here and Beyond is het zesde muziekalbum van de Poolse band Behemoth. De term 'Zos Kia Cultus' verwijst naar een vorm van magie ontwikkeld door de Britse kunstenaar en occultist Austin Osman Spare (1886-1956).

## Tracklist
1. Horns ov Baphomet (Nergal) - 6:34
2. Modern Ïconoclasts (Nergal) - 4:24
3. Here and Beyond (Azarewicz, Nergal) - 3:25
4. As Above So Below (Azarewicz, Nergal) - 4:59
5. Blackest ov the Black (Nergal) - 3:41
6. Hekau 718 (Nergal, Trotzky) - 0:42
7. The Harlot ov the Saïnts (Azarewicz, Nergal) - 2:46
8. No Sympathy for Fools (Havok, Nergal) - 3:48
9. Zos Kïa Cultus (Azarewicz, Nergal) - 5:32
10. Fornïcatus Benefïctus (Moonshae, Nergal, Spare) - 0:52
11. Typhonïan Soul Zodïack (Azarewicz, Nergal) - 4:28
12. Heru Ra Ha: Let There Be Might (Azarewicz, Nergal) - 3:03